# Mensa dei poveri

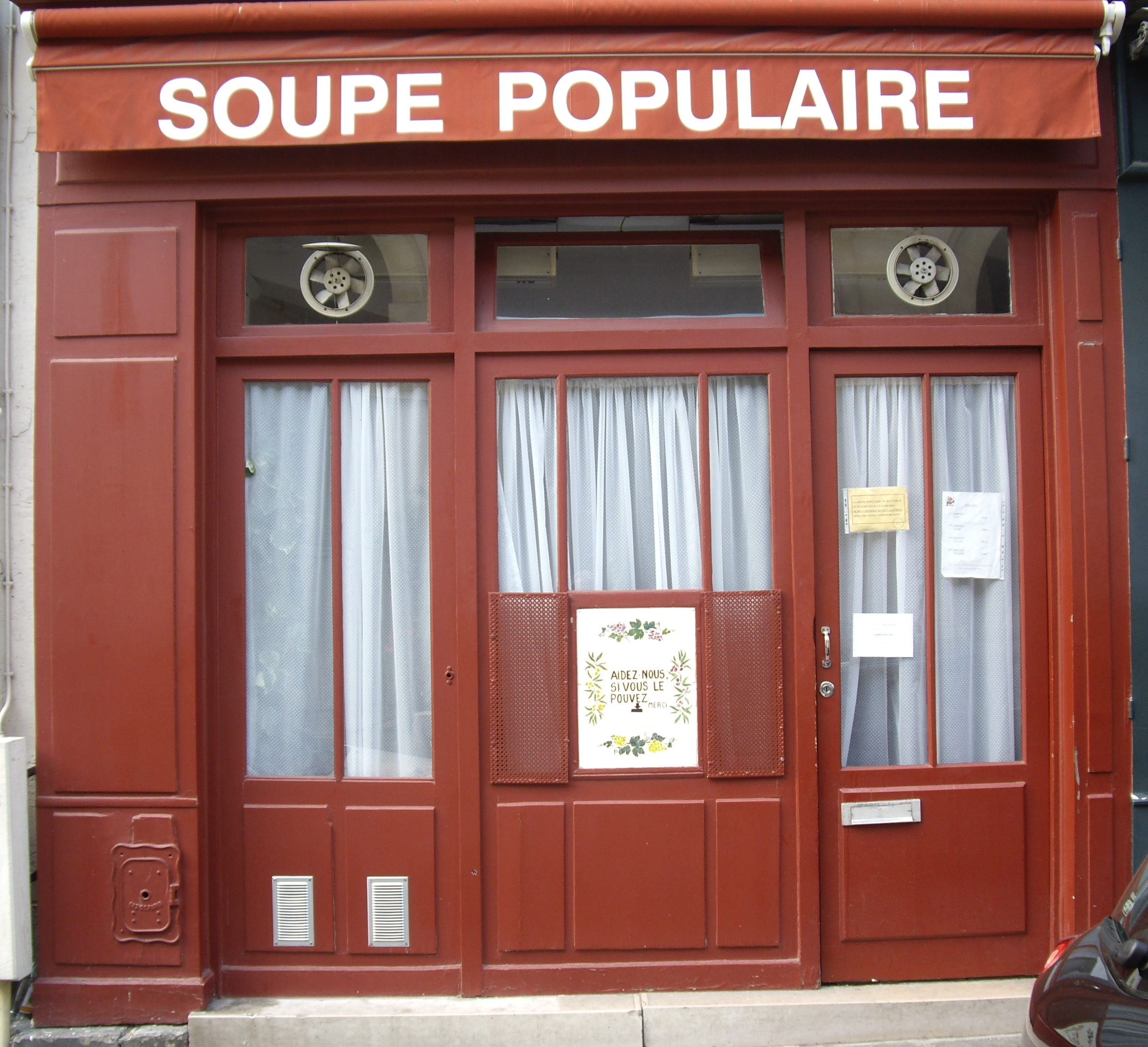
Una mensa dei poveri a Parigi

Una mensa dei poveri, o anche chiamata mensa sociale, o mensa popolare, è un luogo dove vengono forniti pasti gratuiti o a basso costo a persone in situazione di povertà.

## Descrizione
Generalmente, le mense dei poveri sono organizzate da enti pubblici (come ad esempio i comuni), da enti religiosi (come le parrocchie) oppure da enti privati senza scopo di lucro come associazioni o fondazioni.
Le prime mense dei poveri sono nate nel XVIII secolo in Europa e in America, tuttavia la loro presenza è incrementata significativamente all'inizio del XX secolo a causa della grande depressione. Nel XXI secolo le mense dei poveri conoscono una nuova popolarità dovuta soprattutto alla crisi alimentare mondiale del 2007/2008 e al periodo di grande recessione.